# Melisa Gil
Melisa Gil (Avellaneda, 9 de agosto de 1984) es una abogada y extiradora deportiva argentina en la especialidad skeet.

## Carrera deportiva
Melisa inició su carrera en tiro de muy joven de la mano de su padre. Su hermano Federico también participa en la misma disciplina. Entre sus logros más destacados se encuentran la medalla de plata en los Juegos Panamericanos de 2003 y en los Juegos Panamericanos de Toronto 2015 y la medalla de bronce en los Juegos Panamericanos de 2007 y los Juegos Panamericanos de 2011.
En los Juegos Olímpicos de 2016, obtuvo diploma olímpico tras quedar octava en la clasificación. Su actuación fue la mejor de la historia del tiro femenino en Argentina en los Juegos Olímpicos.
Además compitió en los Juegos Olímpicos de Tokio 2020.

## Premios
- Olimpia de plata (2016)[3]